# Patricia Ramírez (activista)
Patricia Natividad Ramírez (Corrientes, 1981 - Ibidem, 26 de diciembre de 2022) fue una diseñadora, artista y activista por los derechos trans argentina.

## Biografía
Ramírez fue una conocida activista que luchó por la aprobación e implementación del cupo laboral trans en la provincia de Corrientes. También fue pionera en la celebración del Día del Orgullo LGBT+ en dicha provincia, encabezando la primera marcha reivindicativa. Su activismo la llevó a ser parte del Frente Transversal de la Fuerza Transfeminista Correntina y de la Asociación de Travestis, Transexuales y Transgéneros de Argentina (ATTTA). También participó en Ñanderecó, cooperativa textil que promueve la participación laboral como alternativa para la comunidad trans.
Ramírez formó parte de la comparsa Ñandé Mbareté del barrio Juan XXIII en los carnavales barriales. Allí, como costurera y diseñadora, proyectó, modeló y bordó un vestido con el que luego representó el papel de Eva Perón, lo cual mereció un premio y fue motivo de un artículo de investigación en el Boletín de Arte del Instituto de Historia del Arte Argentino y Americano (IHAAA) de la Facultad de Artes perteneciente a la Universidad Nacional de La Plata, por la simbología que allí representó.

### Fallecimiento
La madrugada del sábado 24 de diciembre de 2022 la motocicleta en la que viajaba como copilota fue embestida por un conductor que se dio a la fuga. Los hechos sucedieron en el barrio 17 de Agosto. Falleció el 26 de diciembre en el Hospital Escuela San Martín a causa de las heridas; tenía 41 años de edad.
Sus familiares y amistades realizaron una protesta en la sede la fiscalía, por el presunto asesinato de Ramírez; les acompañó la abogada de la Comisión de Derechos Humanos de Corrientes, Hilda Pressman.

## Reconocimientos
- Recibió un premio por la carroza Eva Perón, en Mejor Carroza y Mejor Traje con material reciclado en los Premios carnaval barrial de Corrientes en 2020.[13][14]
- En julio de 2022 recibió un reconocimiento, junto a otras personalidades del activismo travesti-trans de su región (NEA), de parte del Ministerio de las Mujeres, Géneros y Diversidad de la Nación Argentina, en el marco de la celebración del 10° aniversario de la Ley de identidad de género en Argentina (evento encabezado por Greta Pena, subsecretaria de Políticas de Diversidad del mencionado ministerio).[15]

- En enero de 2023, en la plaza 25 de Mayo de su localidad natal, varias organizaciones de la comunidad LGBTQ+ realizaron un homenaje en reconocimiento de la militancia de Ramírez, en el que participaron, entre otras personalidades, Alba Rueda, política y activista Representante Especial de Argentina sobre Orientación Sexual e Identidad de Género del Ministerio de Relaciones Exteriores, Comercio Internacional y Culto, y Francisco Quiñones Cuartas, de la dirección del Bachillerato Popular Travesti Trans Mocha Celis.[16] Además se programó un festival en su honor, con diversas actividades, como el pintado de un mural.[17][18]